# Un pazzo va alla guerra
Un pazzo va alla guerra (Caught in the Draft) è un film commedia romantica del 1941 diretto da David Butler.

## Produzione
Il film fu prodotto dalla Paramount Pictures.